# Wiesenburg-Einschienenbahn

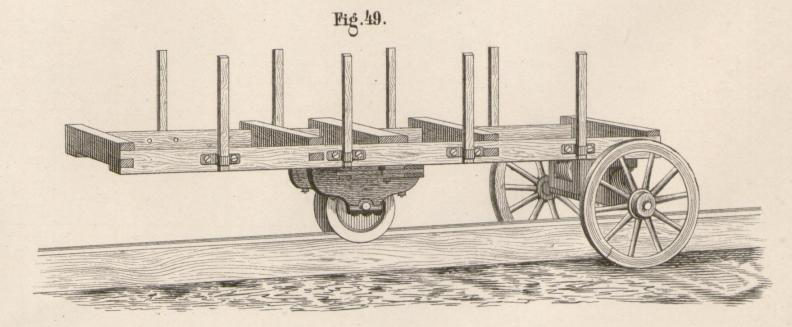
Wiesenburg-Einschienenbahn

Die Wiesenburg-Einschienenbahn war ein Feldbahnsystem zum reibungsarmen Transport von forstwirtschaftlichen Erzeugnissen.

## Geschichte
Anton Wiesenburg & Sohn hatten einen Komplex von Waldungen an der kroatischen Militärgrenze, südlich von Zengg (Senj), gepachtet und beabsichtigten, über 30.000 Kubikmeter Holz per Jahr an die Meeresküste zu transportieren. Der Mangel an Zugvieh und die großen Kosten des Transportes mit gewöhnlichen Wagen auf der Straße brachten Adolf Wiesenburg, den Leiter der Firma, auf die Idee der Erbauung einer Vizinalbahn.
Diese Bahn sollte teils mit Gefälle, teils mit Steigung von Mrkvište bis Alan
führen, von wo aus eine ausgezeichnete Straße unter fortwährendem Gefälle zur Küste führte und der weitere Transport verhältnismäßig geringe Schwierigkeiten bot.

## Funktionsweise
Die hölzernen Langschwellen waren 184 mm breit und 211 mm hoch. Sie lagen hochkant auf der Straße und ragten über das Niveau der gewöhnlichen Straße hervor. Auf ihnen waren links und rechts auf der oberen Fläche metallische Schienen durch Nägel mit versenkten Köpfen befestigt.
Die Spurweite betrug 175 mm. Auf diesem Gleis lief entweder ein gusseisernes Rad mit beidseitigem Spurkranz, oder ein Doppelrad mit je einseitigem Spurkranz. Die Achse dieses Rades, beziehungsweise Doppelrades, lag nahezu in der Mitte der Länge des Wagens. An dem einen Ende des Wagens ruhte derselbe auf einer zweiten Achse, auf der beiderseits gewöhnliche Straßenräder mit breiter Felge aufgesteckt waren.
Die Beladung des Wagens sollte möglichst gleichmäßig sein und so erfolgen, dass die Normale vom Schwerpunkt genau das Ende des ersten Zehntels der Entfernung der beiden Achsen den Bahnstrang traf. Die Räder, welche auf dem Gleise laufen, waren daher mit 9⁄10 der Bruttolast, die beiden auf der Straße laufenden Räder mit 1⁄10 der Bruttolast belastet. Wenn Langholz transportiert wurde, konnten zwei Drehschemelwagen verwendet werden, bei denen der Reibnagel jeweils genau am Ende des ersten Zehntels der Entfernung beider Wagenachsen angebracht war. Das Gewicht des Wagens betrug ca. 250 kg (5 Ctr.), die Länge 3 Meter, die Tragfähigkeit 3 t (60 Ctr.) Die Straße benötigte nur eine Kronbreite von 2,40 m. Wenn sie breiter als 2,40 m war, gab es genug Raum für einen Fußweg neben der Fahrstraße.
Die Vorteile dieses Systems waren folgende:
- Der zu überwindende Zugwiderstand wurde bezüglich 9⁄10 der Bruttolast auf denselben Wert, wie bei Eisenbahnen gebracht; nur 1⁄10 der Last war als Straßenlast anzusehen.
- Man musste nur einen einfachen Oberbau herstellen, der außer den bereits erwähnten Längsschwellen aus kurzen Querschwellen oder Steinplatten bestand.
- Die Herstellungskosten waren so gering, dass sie im Vergleich zu dem geringeren Aufwand an Pferden und Knechten unbedeutend waren.[1][2]

## Kombinierter Verkehr
Steilstrecken konnten auch mit für den Straßentransport konzeptionierten vierrädrigen Wagen ohne Vorspann überwunden werden, indem unter dem Wagen ein auf dem Wiesenburg-Bahnstrang laufendes Wiesenburg-Räderpaar lief, mit dem die Vorderachse des Wagens angehoben wurde, so dass die Räder der vorderen Achse etwa 16 cm über dem Boden schwebten und 1⁄10 der Gesammtlast des Wagens durch die hinteren Räder und 9⁄10 durch das kleine Wiesenburg-Räderpaar übertragen wurden.

## Kostenrechnung
Die Wagen wurde nach einer im Detail sehr verlässlichen Konstruktion hergestellt. Die Kosten der Straße für die Einschienenbahn beliefen sich auf 16.000 Mk. pro Meile, die Kosten des Bahnbalkens auf 3.732 Mk., der Schienen auf 12.000 Mk., der Querschwellen auf 1.600 Mk. Das Legen kostete etwa 4.000 Mk. Die Kosten einer Bahnmeile, exklusive Beschaffung des Wagenparks und der Pferde, betrugen also weniger als 10.000 Mk.
Wenn eine solche Anlage nur 20 Jahre, oder eine noch kürzere Zeit betrieben wurde, und die jährlich zu befördernden Frachten eine gewisse Höhe nicht überschritt, stellten sich die Transportkosten samt Amortisation, selbst unter Berücksichtigung des teuren Zugviehbetriebes, als sehr gering heraus.
Dieses kostengünstige Transportmittel bewährte sich besonders dort, wo, wie an der kroatischen Militärgrenze, ohnehin gute Straßen vorhanden waren, aber der Transport durch Zugvieh entweder zu teurer oder nicht möglich war, und wo das Holz für die Längs- und Querschwellen zu geringen Kosten in großer Menge vorhanden war.